# イリスのアトリエ エターナルマナ2
『イリスのアトリエ エターナルマナ2』は、ガストより発売された日本のコンピュータRPG。2005年5月26日にPlayStation 2用のゲームソフトとして発売された。

## 概要
錬金術でアイテムを調合するのが特徴のRPG「アトリエシリーズ」の7作目（外伝的作品を除く）であり、A7の通し番号を振られている。A6にあたる『エターナルマナ』の続編であるが、時期的にはこちらが過去の物語となっている。またA8にあたる『グランファンタズム』まで含めて「イリスシリーズ」と呼ばれる。
本作では遠く隔絶した土地で行動する男女2人のプレイヤーキャラクターを交互に切り替えつつ、並行して物語を進めていく形式が採られており、2人のキャラクターで「冒険」と「調合」を分担することで新旧アトリエシリーズの集大成としている。
通常版のほか、「プレミアムボックス」という初回限定版が存在し、そちらにはキャラクターのフィギュアなども同梱されていた。また、翌2006年の9月21日には「ガストベストプライス」として廉価版が発売されている。

## あらすじ
人とマナとが平和に暮らす孤高世界エデン。錬金術を学びながら同居生活を営むフェルトとヴィーゼは、同じ孤児院で育った幼馴染み同士。しかしヴィーゼが正錬金術士として認められたその日、エデン全土が謎の地震に襲われ、各地のマナの聖地が土地ごと消失するという天変地異が起こる。フェルトは封印から目覚めた意思を持つ剣「深蒼のアゾット」の覚醒に居合わせたことから、この剣を携え、異変の原因を探るべく単身、異世界ベルクハイデへと旅立っていく。一方エデンに残ったヴィーゼは、フェルトと連絡を取りながら彼の冒険を補助していく。
ベルクハイデは錬金術の技術が失われ禁忌となっている世界で、そこでは圧政を敷いて民衆を苦しめる帝国と、帝国に滅ぼされた王朝の復権を求めて戦う抵抗組織「シルムシルト」が抗争を繰り広げていた。フェルトは不慣れな世界でシルムシルトに助けられたことをきっかけに、シルムシルトの仲間と共に革命闘争にも身を投じていくことになる。その過程でフェルトは、彼が持つものとは異なるもう一振りのアゾット剣「真紅のアゾット」を携えた帝国の将、ケイオスと敵対し、その存在がエデンで起きている異変に関係していることを知るようになる。
一方でエデンに残ったヴィーゼは、フェルトに仕送りするアイテムの調合に励みつつ錬金術士としての腕を磨き、フェルトの活躍によって徐々に復活していく聖地でマナとの契約に挑んだり、日常的な事件や頼まれ事を解決したりといった日々を送る。その中で彼女は幼い少女イリスと顔見知りになり、身寄りのない彼女を家族として招き入れることになるのだが、実はイリスは大きな秘密を持った存在で、それはケイオスの持つ真紅のアゾットに意思として宿っていた伝説的な錬金術士パラケルススが叶えようとしている野心にも関係していた。
フェルトとヴィーゼの活躍により、物語の終盤でエデンは再生され、ベルクハイデは帝国の支配を退けるが、フェルトはケイオスとの決闘に敗れて深蒼のアゾットを失い、行方知れずとなる。ヴィーゼはフェルトを探すためにベルクハイデへと旅立ち、そこで連絡を介して名前だけは知っていたシルムシルトの仲間に合流する。一方、パラケルススはケイオスを利用してエデンに到着し、イリスを誘拐して得た力でエデンを支配してしまう。しかしヴィーゼの活躍もあって救出されたフェルトは、ケイオスの過去を追う過程で獲得した錬金術のレシピにより深蒼のアゾットを復活させ、仲間と共にパラケルススに勝負を挑む。物語の結末で雌雄は決し、フェルト、ヴィーゼ、イリスの3人は正式な家族として暮らしていくことになる。

## システム

### ゲームの進行
本作はそれぞれ異なる世界を冒険する男女、フェルトとヴィーゼ2人の主人公の視点を随時切り替えながらゲームを進行していく方式を採っており、これをデュアルシナリオと呼称している。フェルトが冒険する世界「ベルクハイデ」では、フィールド上でエンカウントするモンスターや、敵対する登場人物との戦闘が発生し、それに伴う戦闘経験値や獲得アイテムを得ることができる。一方でヴィーゼが住む世界「エデン」には争いがなく一切の戦闘が発生しないが、錬金術の行使に必要な環境が揃っており、多岐に渡るアイテムの調合や新たなマナとの契約を行うことができる。2人は時空を超えてアイテムを共有し、手紙を通じて連絡を取り合うことができるため、一方の側で必要となったアイテムや材料、レシピなどをもう一方が獲得したり調合したりして送り届ける形で、それぞれの世界で発生する事件やトラブルを協力して解決していく。
メインシナリオは全22話で、それぞれ2人編、フェルト編、ヴィーゼ編のようにメインとなるキャラクターが設定されている。いわゆる「セーブポイント」にあたる場所にいればいつでも主人公を交代することができる。物語の終盤では分担されていた役割を解消し、2人の主人公が合流する展開が用意されている。

### 移動・探索
森やダンジョン、街といったフィールドマップ間の移動は、ワールドマップからフィールドを選択することによって行われる。一度行ったことのあるフィールドには自由に行き来することができる。
フィールドマップは2DCGのクォータービュー形式で描かれる。画面上の主人公は移動とジャンプを行えるほか、源素還元と呼称されるアクションを行うことで、フィールド上の物品を破壊してマナ調合の材料となる「源素」を獲得することができる。これは2人の主人公のいずれもが行使できる。
敵が出現するフィールドではエンカウントゲージと呼称されるゲージが表示され、色の変化によってランダムエンカウントの発生が迫っていることをプレイヤーに知らせる。戦闘を繰り返すことでゲージの残量が減っていき、ゲージがなくなると敵は出現しなくなる。エンカウントゲージはセーブポイントで休息をすると復活してしまう。

### 調合
アイテム調合
これが「普通の錬金術」にあたる。錬金術の設備を備えたアトリエにて行うもので、レシピと材料を揃え、かつ必要とされるマナと契約していればアイテムの調合が可能となる。システムはグラムナートシリーズに近く、材料アイテムそれぞれに「品質」と「従属効力」が設定されている。材料アイテムを入れ替えることで完成アイテムの性能は個性化されていく。この調合は正錬金術士であるヴィーゼしか行使できない。
マナ調合
マナの力を借り、決められた源素を消費することで、材料を用いずにアイテムを複製する調合。戦闘中にも、フェルトまたはヴィーゼの手番に限り、その場で生成して使うこともできる。ただし複製できるのは、ヴィーゼが調合に成功したことのある消費型アイテムに限られる。材料となる源素は前作と同じくオブジェクトやモンスターなどを源素還元することで得られる。この調合（および源素還元）はフェルトとヴィーゼの両方が行使できる。
武器調合
各キャラクターの武器と特定アイテムを合成することで、武器を変化させていく調合。セーブポイントのあるキャンプで行うことができる。武器自体のデータが変化するほか、合成したアイテムの従属効力を付与することができる。鍛冶の教えを受けたフェルトだけが行使できる。

### 戦闘
戦闘では手番が回ってきたキャラクターがメニューから行動を選択する方式が採られている。選択できる通常攻撃には後述のスキルゲージを溜めつつ攻撃できるチャージ攻撃と、敵の攻撃を遅らせる効果のあるブレイク攻撃の2種類があり、このほか錬金術で調合したアイテムの使用および前述のマナ調合、剣技や回復技といった特殊能力「スキル」の使用、防御、交代、逃走といった行動を行うことができる。戦闘に参加できるのは3人までだが、戦闘中にはいつでも行動中のメンバーを控えのメンバー1人と入れ替えることができる。戦闘中のキャラクターのHPが0となった場合も、控えに行動可能なメンバーが残っている限り、自動的な交代が行われる。
本作では前作『エターナルマナ』でユーザーから寄せられた意見や、その北米版で施された変更点を踏まえ、テンポの良さを重視したゲームスピードの向上やバランスの見直しが行われている。
アクティブコストタイムバトル（ACTB）
戦闘における「ターン」の概念をなくし、素早さを基準として行動していくシステム。画面左上のACTBバーに各キャラクターを示すアイコンが表示され、そのアイコンが右端に達した者から順に行動していく。アイコンが右に動く速さはキャラクターの素早さに依存する。行動後は行動ごとに定められたコストに応じてアイコンが左側に戻され、コストの大きな行動ほど大きく戻される。チャージ攻撃はコストが小さく、ブレイク攻撃はコストが大きい。ブレイク攻撃を受けたキャラクターのアイコンは左側に押し戻される。
スキルゲージ
戦闘時に魔法や必殺技などのスキルを使用するのに必要なゲージで、主人公側の仲間全体で共有される。戦闘開始時は1だが、プレイヤー側のキャラクターがチャージ攻撃をしたり、敵の攻撃を受けたりすることでゲージが増えていく（最大9）。スキルを使用すると、発動に必要な消費量分（1〜3）だけ数値が減少する。
ブレイクシステム
コストの大きな行動をした直後の敵をブレイク攻撃で狙ったり、同じ敵に集中してブレイク攻撃を当てたりすることによって、敵キャラクターの行動を遅らせアイコンをACTBバー左側のある範囲（ブレイクゾーン）に押し込むことができれば、対象を気絶させ「ブレイク状態」にできる。この状態の敵に対して攻撃を行うと必ずクリティカルヒットになるほか、攻撃ヒット数とダメージの累計値が画面に表示され、敵1体以上がブレイク状態にある限りいくらでも加算されていく。その最大値に応じて戦闘終了時の獲得経験値などが上昇する。
ブレイク状態は対象がブレイクゾーンを脱出するまで続き、その間はACTBバー上の速度も遅くなる。一方でブレイク攻撃はコストが大きく、また同じ敵に続けてブレイク攻撃を繰り返すと押し戻せる量が少なくなっていくため、同じ相手を永久にブレイク状態にし続けるようなことはできない。

### 成長
シークレットファクター
武器や「調合アイテム」と呼ばれる装備アイテムの一部に設定されている特殊能力。装備することで一時的にその能力を得られる。装備したまま戦闘を重ねて「スキルポイント」と呼称される戦闘経験点を一定量集めれば、スキルとして完全に自分のものとすることができる。
武器には剣技や魔法のような、戦闘中にスキルゲージを消費して使用する系統のスキルが設定されており、戦闘中のメニューから選択して使用できるようになる。一方で調合アイテムには、キャラクターの能力を上昇させるものなど、自動的に効果を発揮するものが設定されており、スキルポイントを集めて獲得したスキルは付け替えの必要なく恒常的な効果を発揮するようになる。

## 世界観
本作品の舞台となるのはエデン、ベルクハイデという2つの世界である。エデンとベルクハイデは完全に隔離されており、選ばれた者しか行き来することができない。2つの世界が互いにどのような関係であるのかは作中で明かされていく。

### 孤高世界エデン
空中に浮かんだ自然豊かな小大陸。人間とマナが平和に共存しており、戦争や魔物は書物の中にしか存在しない。錬金都市ノイアールを中心として、各地にマナの聖地が点在している。
錬金都市ノイアール
エデンに存在する唯一の街。フェルトとヴィーゼが暮らす家（工房）もここにある。
マナの聖地
マナの力を司る施設の総称。たとえば光のマナなら「水晶の碑」、闇のマナなら「月の塔」のように、それぞれの聖地がある（ただし聖地をもたないマナもいる）。聖地には世界のバランスを保つ働きがあり、その消滅はエデン崩壊の危機を招く。
深蒼のアゾット
錬金術の粋を集めて創られた剣で、エデンの守護剣とも伝えられる。数百年前から大地に突き刺さったままとなっており、物語冒頭でフェルトによって引き抜かれるまでは、誰にも抜くことができなかった。剣には製作者である錬金術士エラスムスの意思が宿っており、所有者と会話を交わすことができる。

### ベルクハイデ
西大陸（タタリア地方）と東大陸（シルヴァレスタ地方）からなる広大な世界。ほとんどの地域が「帝国」という軍事国家に支配され圧政を受けている。この世界でも400年前までは錬金術が栄えていたが、現在では悪魔の技として忌み嫌われ、忘れ去られようとしている。錬金術の知識を伝える人々も一部に残っているものの、マナが存在しないため錬金術を行使できる者はいない。
帝国
12年前に突如、侵略戦争を起こした軍事国家。ベルクハイデ地方では執政官テオドールが実権を握っており、「三弟」をはじめとする帝国軍の力でベルクハイデ全土を支配しようと目論んでいる。ゲーム中では登場人物から単に「帝国」と呼ばれており、具体的な国名は不明。
シルムシルト
ベルクハイデ各地で反帝国運動を続ける組織。マックスという名の青年に率いられる。
スレイフ王朝
かつてベルクハイデ一帯は歴史ある国が栄えており、12年前までスレイフ家を擁する王朝であったとされる。この国は帝国の侵略によって滅ぼされ、現在、旧首都リーゼヴェルトは帝国軍の本拠地とされている。ゲーム中には「スレイフ王朝」という言葉しか登場せず、正確な国名は不明。
真紅のアゾット
ベルクハイデに封印されていたアゾット剣。深蒼のアゾットとは対の関係にある。真紅のアゾットと深蒼のアゾットとが出会うと世界が滅びると伝えられ、それぞれ別々の地に封じられていた。現在はケイオスが手にしている。剣には製作者である錬金術士パラケルススの意思が宿っている。ベルクハイデの中央に存在する湖は、かつてパラケルススが真紅のアゾットの力で広大な大地を消し飛ばしたことでできたものである。
創生剣アゾット・エルプズュンデ
リリスの力を取り込んだことで本来の力を発揮できるようになった真紅のアゾットの真の姿。リリスの持つ無限大の力を使役することで、源素を気にせず錬金術を行使できる。パラケルスス曰く、全ての創造と破壊を支配する剣。

## 登場人物

### メインキャラクター
ゲーム中において、プレイヤーキャラクターとその仲間として冒険に同行する登場人物たち。
フェルト・ブランシモン (Felt Blanchimont)
声 - 羽多野渉
年齢：17歳 / 身長：169cm / 体重：57kg
本作の主人公の一人。幼い頃に両親を失い、孤児院で育てられた少年。高い錬金術の才能を秘めているが、身体を動かす方が性に合っているため、勉強には身を入れていない（ヴィーゼ曰く「私より早く覚えた」との事）。かなりの寝ぼすけで一度寝てしまうと起こすのが困難になり、ヴィーゼも手を焼いている。広い世界を旅することを夢見ており、ベルクハイデに憧れていた。使命よりも目の前で困っている人を助けることを優先することを良しとする価値観を持ち、当初はケイオスを相手に完敗を喫してしまうなど未熟な面もあったため、「深蒼のアゾット」（エラスムス）からはその資質を不安視されていたが、冒険の日々を経てアゾットのマスターとして成長していく。
アトリエシリーズでは初となる剣を使う主人公。また主人公らしく、パラメータと攻撃面のバランスが良い。ヴィーゼでなくても彼で止めを刺しても源素還元するので、前作よりも源素を得やすくなっている。通常攻撃では実体を持たない敵にもダメージを与えることができる。サポートスキルは習得するが、基本的にはアタッカー。
ヴィーゼ・ブランシモン (Viese Blanchimont)
声 - 倖月美和
年齢：17歳 / 身長：158cm / 体重：49kg
本作の主人公の一人。フェルトとは同じ孤児院で育った幼馴染み同士で、孤児院を出てからはノイアールの家で同居している少女。錬金術の才能は平凡だが努力家で、フェルトより先に正錬金術士の資格を得る。フェルトがベルクハイデに旅立ってからは、彼を錬金術でサポートしつつ、家を守り続ける。その最中はフェルトとは交換日記をするような形で互いの状況を教えあうことになる。やや童顔で実年齢より幼く見えることを嫌っている。
基本的には争いのないエデンで戦いと無縁の日々を送るが、物語が終盤に差し掛かってからは窮地に陥ったフェルトのことを助けようと、彼女もベルクハイデに行くことになり、最後の戦闘メンバーとして不慣れな武器を取って戦う立ち位置になる。初期レベルは低いが、ゲーム中では回復スキルのほか、自分が錬金術で調合した消費アイテムの威力や範囲などを戦闘中に変化させるスキルを習得することができ、作中に登場する多彩なアイテムの性能を数倍に引き出すことができる。武器は杖で、杖から通常攻撃として魔法の光弾や衝撃波を打ち出して戦う。彼女で止めを刺せば、源素還元は可能。
ノイン (Neun)
声 - 寺西恵
年齢：18歳 / 身長：164cm / 体重：53kg
反帝国組織シルムシルトに所属する少女。明朗快活で男勝りな性格。フェルトがベルクハイデで最初に出会った人間でもある。ビキニ着用で背中が大きく開き、見た目はアップヘアのセクシーキャラだが、中性的な声が当てられ色気は減じられている。化粧させるとベルクハイデ一の美女となるが、本人は化粧は苦手。打撃技を得意とし「シルヴァレスタの稲妻」の異名をもつ。実は帝国の将・ガラハドの娘であるが、家庭を顧みない父に反発し、母の死を機に家を出たという経緯がある。料理は苦手だったが、フェルトに言われてからは努力し、ある程度は作れるようになった。密かにフェルトに恋心を抱いていたが、物語の終盤でヴィーゼと出会った際には、自分の想いが叶わないことを悟って身を引く。
ゲーム中では、攻撃スキルと回復スキルの両方を習得するオールマイティなキャラなので、状況によって行動を変えることができる。パラメータはバランスが良くスピードが高め。なお、彼女はプロローグに登場し、作中で最初にプレイヤーが操作するキャラクターでもある。
グレイ (Glay)
声 - 三宅健太
年齢：42歳 / 身長：192cm / 体重：94kg
ドラゴンスレイヤーとして名高い大柄な戦士。その実力はケイオスも警戒するほどである。かつては人間であったが、ベルクハイデ中のドラゴンを倒して回ったために皇竜アルデゲヴァルドの呪いを受け、竜の頭や尻尾を持つ竜人の姿にされている。目的をもたずベルクハイデを放浪する日々を送っていたが、フェルトと出会ってからは彼の運命に興味を抱くようになる。長年冒険者として放浪していたためか、その発言には経験に裏打ちされた重みがあり、ベルクハイデ中に知り合いも多い。
帝国軍に与するガラハドとは同じ師の元で武道を学んだ間柄であり、彼とは同じ盾を使っている。竜人の姿の上に鎧を着込んでいるが、鍵爪のある脚に人間の靴やブーツは合わず、草履を履いている。作中で宿敵であったアルデゲヴァルドを倒すことになるが、元の姿に戻ることはなく、そのまま竜人の姿を受け入れる。
ゲーム中では、攻撃力と防御力が高いがスピードが遅い。スキルは武器によって単体を攻撃する必殺技のほか、呪いで得た力として口から炎や冷気を吐いて複数の敵を攻撃する技を習得できる。
フィー (Fee)
声 - 柳瀬なつみ
年齢：14歳 / 身長：160cm / 体重：47kg
アルテナ教会で育てられた孤児の少女。ツインテールで、両手に鎌のような武器を手にしている。本作における真のヒロインの座にある登場人物。「真紅のアゾット」を破壊する使命を帯びていたが、手違いで「深蒼のアゾット」の持ち主であるフェルトを襲ってしまう。誤解が解け、教会の使命から解放されたのちは、自分の意志でフェルトに同行する。基本的に冷静な性格だが、小動物が好きという可愛らしい一面を持つ。
真の名はアウテリート・ゼヒツェン・スレイフ。帝国に滅ぼされた旧スレイフ王朝スレイフの正当な後継者の1人であり、マックスことマクシミリアンの妹である。王朝の崩壊時に家臣の手によってからくも命を救われ、身分を隠して教会に預けられていた。スレイフ王家にのみ伝わる必殺技「アインツェルカンプ」を無意識に繰り出したことから皇女アウテリートと判明し、その後、帝国からの解放を目指すシルムシルトを指揮することになる。
シルムシルトが勝利し、帝国の支配の解放に成功した後は本人は気が進まないものの、スレイフを治める者として活動することになるが、しかしベルクハイデを訪れたヴィーゼによってフェルトの窮状を知り、再び冒険に出る。
ゲーム中では、スピードは高いものの、攻撃力と防御力は低い。だが多段ヒットする技が多く、また通常攻撃で複数の敵を攻撃することができる。ゲーム後半で習得する「アインツェルカンプ」は強力な技であり、使用武器によって更なる進化を遂げる。
ポウ (Pow)
声 - 神田理江
年齢：不明 / 身長：119cm / 体重：不明
エデンに暮らす女好きの妖精さん。銃を武器とし、「マナガンナー、閃光のポウ」を自称する。ヴィーゼに一目惚れしアプローチを繰り返すが、ひょんなことからベルクハイデに転移してしまい、フェルトと合流することになる。子供のように小柄な外見だが、美人を見るなりすぐさまナンパしようとする癖がある。その性格が災いし、かつアルヒェの村で生じた誤解のせいで、本人の望まないままにベルクハイデで猫耳族の娘ミーツェと結婚することになり、本作の登場人物中で唯一の妻帯者となる。この出来事は色々とフェルトの一行が直面していた問題を解決することにもなるのだが、ミーツェと結婚してからは彼にとって不本意な出来事の連続となってしまう。
ゲーム中では、ステータス異常を引き起こす効果のあるスキルや範囲攻撃などを習得する。通常攻撃はフェルト同様、実体を持たない敵にもある程度のダメージを与えることができる。

### サブキャラクター

#### エデンの人々
イリス
声 - 高橋美紀
年齢：6歳 / 身長：113cm / 体重：22kg
エデンでヴィーゼの前に姿を現した幼い少女。何度か出会う間にヴィーゼと親しくなり、いつしか工房に同居するようになる。人見知りが激しく、ヴィーゼ以外にはあまり心を開こうとしない。高い錬金術の才能を秘めているらしく、マナとの契約もなしに錬金術を行使してヴィーゼを驚かせる。
その正体は全てのマナを統べる存在であり、無のマナ「リリス」の転生した姿。それ故に錬金術の才能に優れていたのだが、その力をパラケルススに利用されることとなる。
クロイツ
声 - 土田大
年齢：41歳 / 身長：175cm / 体重：60kg
エデン枢機院の長。フェルトやヴィーゼにとっては学問の師にもあたる。深い知識を有する理知的な人物で、しばしばヴィーゼに助言を与える。実年齢は40歳を超えているが、かなりの童顔で若々しい姿をしている。

#### ベルクハイデの人々

##### シルムシルト
マックス
声 - 河本邦弘
年齢：26歳 / 身長：176cm / 体重：65kg
反帝国組織シルムシルトの指導者。凄腕の剣士でもある。その正体は帝国に滅ぼされたスレイフの王子マクシミリアンで、シルムシルトを指揮しながら生き別れた妹アウテリートを探している。ケイオスとの戦いで互角の実力を見せつつも敗れ、アゾットの力で石化してしまう。しかし、帝国の支配が終わった後にヴィーゼの錬金術の力により、元に戻ることとなる。
ハゲル
声 - 不明
浮世を嫌い山奥の「霊峰への道」に引き篭もっていた腕のいい鍛冶職人。マックスの依頼を受けて尋ねて来たフェルトを気に入り、フェルトに武器調合の技を授けるとともに、マックスの元へ馳せ参じる。頑固職人のためベルクハイデでは変人として知られているが、人望は厚くマックスの片腕としてシルムシルトを束ねる。
アトリエシリーズでは何度も登場している人物だが、劇中で過去作との繋がりを示唆するような言及はなく、同一人物であるのかスターシステム的な登場であるのかは不明。

##### アルテナ教会
エーゼリン
声 - 寺田はるひ
アルテナ教会の長を務める初老の女性。フィーにとっては養母にあたる。教会に受け継がれる使命に従い、フェルトに協力する。物語終盤では教会を守るためケイオスの脅しに屈せず石に変えられたが、ヴィーゼの錬金術で復活する。
ユーヴェリア
声 - 久嶋志帆
年齢：不明 / 身長：159cm / 体重：48kg
アルテナ教会の奥で「ガルドの大陸儀」を管理している女性。メイドのような姿をしている。エデン崩壊の危機に際し、自身の幻影を遠くに作り出す能力でアゾットの持ち主であるフェルトをベルクハイデへと呼んだ。実は、遥か古代の文明が作り上げた人造人間。物語終盤ではケイオスの脅しに屈せず破壊されたが、ヴィーゼの錬金術で修復される。

##### 帝国
ケイオス
声 - 土田大
年齢：23歳 / 身長：178cm / 体重：62kg
「瞬弟」の異名をもつ帝国幹部で将軍。本来は帝国の人間ではなく、帝国軍に入ったのは組織の力を利用するために過ぎない。陰ではテオドールを無能者呼ばわりするが、テオドール本人の前ではうまく立ち回り信頼を得ている。フェルトの「深蒼のアゾット」と対になる「真紅のアゾット」の持ち主で、独自の目的のために動いている。
その出自は、ベルクハイデに残された錬金術士の末裔。彼にはかつてリエーテという妹がいたが、その妹が死の病に侵され、妹を助けようと錬金術の秘薬エリクシールを求めたものの、錬金術とマナがエデンに隔離されたベルクハイデでは妹の命を救うことができなかったという過去を持つ。妹の死後、彼はエデンに封じられた錬金術の力があれば妹を生き返らせることが可能だと考え、「真紅のアゾット」を手にし、妹を救うという目的のためなら手段を選ばない冷徹な行動を取っていた。しかし実は死者を蘇生させることはエデンの錬金術でも不可能であり、彼は「真紅のアゾット」（パラケルスス）に騙され、その目的の為に利用されているに過ぎなかった。
物語の終盤でエデンに辿り着いた際、パラケルススに裏切られて人格を乗っ取られてしまう。しかしエンディングで意識を取り戻し、フェルト、エラスムスと共に「真紅のアゾット」の破壊を手助けした。
ガラハド
声 - 宇垣秀成
年齢：38歳 / 身長：186cm / 体重：76kg
「剛弟」の異名をもつ帝国幹部で将軍。帝国軍第一師団所属。ノインの父親で、またグレイとも兄弟弟子の間柄であった。軍人としての自らの役割に忠実で、腐敗した帝国の中にあって良心を失わない数少ない将官の一人であり、兵士の信望も厚い。しかしノインは彼のことを家庭を顧みない父親として反目しており、結果として父と娘とが敵味方として戦うこととなった。愚直なまでの軍人魂を持った人物であり融通が利かないので、テオドールの怒りを買うことも少なくなく、地方へ左遷されたり、最終的には退役させられることとなる。
トレーネ
声 - 寺田はるひ
年齢：21歳 / 身長：162cm / 体重：50kg
「魅弟」と呼ばれる帝国幹部の女性。帝国の公爵令嬢で、ノインの旧友でもある。どういうわけか「ぷにぷに」に慕われており、彼らに護衛されながら各地をふらふらとしている。帝国の覇業には関心を示さず、ケイオスの真意に興味を抱いている。天然そうに見えて、かなりの切れ者。アトリエシリーズでお馴染みのパメラを思わせる容姿や性格をしている。
テオドール
声 - 下山吉光
年齢：45歳 / 身長：173cm / 体重：63kg
帝国の執政官。無能ながら他人に取り入る能力で出世した人物。皇帝の代理人として権限を振りかざし、さらに私腹を肥やそうとして帝国の支配地域に圧政を敷いている。逆らう者は速牢獄に連行し、目的のためなら卑怯な手段や騙まし討ちでも平然と行わせるため、配下の軍人や市民の評判は悪い。配下の軍人は人質にされている人の為にやむなく従わされている模様。シルムシルトと協力関係にあるフェルトやその仲間、特に自らの出生の秘密を知ったフィーとは敵対することになり、シルムシルトの反逆に敗れた後は大灯台に幽閉されることとなった。
下劣な悪党を意図した憎まれ役の登場人物であり、作中では首尾一貫して理不尽な言動を繰り返す。

##### タタリア
ミーツェ
声 - 久嶋志帆
年齢：16歳 / 身長：152cm / 体重：不明
猫耳族の娘。タタリアの集落で商人をしている。ポウがヴィーゼを口説き落とそうと口説き文句の練習をしているのを耳にして、自分に向けての告白と勘違いし、強引にポウと結婚する。

#### 過去の錬金術士
エラスムス
声 - 不明
作中において400年前の人物で、フェルトの持つ「深蒼のアゾット」の製作者。劇中において「最良の錬金術士」と称される人物であり、かつてはパラケルススの弟子として、彼を父親のように慕っていた。しかし野心に憑りつかれてしまったパラケルススを食い止める為に、彼と対立することになる。後に彼の人格が「深蒼のアゾット」に宿ることになった。
アゾットのマスターとしてフェルトを選んだが、時には厳しい決断を下すことがある。その為、ややお人好しに思えるフェルトをマスターにしたことを一時期後悔していた時期もあったが、最終的には彼をマスターとして認めるようになる。
パラケルスス
声 - 不明
本作の最終ボス。作中において400年前の人物で、ケイオスの持つ「真紅のアゾット」の製作者。劇中において「最高の錬金術士」と呼ばれる人物であったが、錬金術の可能性を追求する過程で原初のマナ・リリスの力を得るという野心を抱くようになってからは狂気に憑りつかれ、目的の為には手段を選ばないという価値観を持つようになる。エデンがベルクハイデから隔離され、ベルクハイデで錬金術が禁忌となった元凶となった人物であり、「真紅のアゾット」には彼の人格が宿っている。
ケイオスに忠実に従う素振りを見せていたが、実際はケイオスを利用して自身の野心を叶えるべく行動している。最終的にイリスを捕らえてその力を手にした際にはケイオスに反逆してその身体を乗っ取り、エデンを支配下に置き、フェルトやヴィーゼと対立することになる。名前の由来は実在する錬金術師パラケルススから。

#### 登場マナ
ヴィーゼは「封印球」と呼ばれるアイテムを用いてマナたちと契約していく。本作品ではドゥルからアイオンまでの13体が契約対象となる。また、固有の名をもつキャラクターとして登場するマナも存在する。前作『エターナルマナ』のラストボスであるトリスメギストスは、本作ではクリア後に挑むことができる隠しボスキャラクターとして登場する。
- ドゥル（木のマナ）
- ツヴェルク（金のマナ）
- ニンフ（水のマナ）
- アロマ（薫のマナ）
- サイレン（音のマナ）
- ウル（炎のマナ）
- ジフトス（毒のマナ）
- ディエメア（岩のマナ）
- ファウスタス（幻のマナ）
- シルウェスト（空のマナ）
- エイテル（光のマナ）
- プルーア（闇のマナ）
- アイオン（命のマナ）
- リリス（無のマナ / 原初マナ）
- トリスメギストス（マナ融合体）

## 主題歌
Eternal Story（オープニングテーマ）
作詞 - 青木香苗、作曲・編曲 - 阿知波大輔、歌 - 霜月はるか
旅立ちの扉（エンディングテーマ）
作詞・作曲・編曲 - 中河健、歌 - 堀江真美

## CD
- イリスのアトリエ エターナルマナ2 オリジナルサウンドトラック
- イリスのアトリエ エターナルマナ2 アレンジトラックス レッドルシファーライジング
- イリスのアトリエ エターナルマナ2 オリジナルドラマ Vol.1
- イリスのアトリエ エターナルマナ2 オリジナルドラマ Vol.2

アレンジトラックスの表題曲となっている“Red Lucifer Rising”は、ゲーム本編のラストボス戦で流れる曲。ゲーム中ではゲームの起動画面やイベント場面などに、同じメロディーがアレンジを変えて繰り返し使われている。

## 関連書籍
イリスのアトリエ エターナルマナ2 公式プレイヤーズバイブル
ファミ通編集部による攻略本。ゲームの前半部のみをカバーしている。エンターブレイン刊。ISBN 4-7577-2334-2
イリスのアトリエ エターナルマナ2 公式パーフェクトガイド
ファミ通編集部による攻略本。上巻「システム&データ編」と下巻「マップ&イベント編」の2冊から成る。エンターブレイン刊。ISBN 4-7577-2371-7

## イリスのアトリエ エターナルマナ2 After Episode
『イリスのアトリエ エターナルマナ2 After Episode』は、2006年12月1日に配信開始された携帯電話アプリゲーム。

### 対応機種
- iモード版 FOMA90xシリーズ
- Yahoo!ケータイ版 SoftBank 3Gシリーズ

### After Episodeのストーリー
『エターナルマナ2』のエンディング後、ヴィーゼが突然の高熱に見舞われる。イリスの創った解熱剤で熱は下がるが、なんとヴィーゼの記憶は失われてしまう。記憶を取り戻す薬の材料を集めるため、フェルトたちはダンジョンを探索する。